# Oswaldo Sagástegui
Oswaldo Sagástegui es un dibujante, pintor y caricaturista, de origen peruano nacido en 1936 en el poblado serrano de Llata, la capital de la Provincia de Huamalíes del Departamento de Huánuco, y emigrado a México en 1968, donde se desempeñó como monero (caricaturista) del periódico Excélsior y cuyo trabajo le valió el Premio Nacional de Periodismo el año de 1984.

## Datos biográficos
Nació virtualmente en la selva amazónica en el seno de una familia humilde que por el trabajo del padre, quien era capataz en la construcción de carreteras de penetración a la selva, debió cambiarse constantemente de casa. Llegar, cuando tenía 10 años a la ciudad, a la capital del Perú, fue un acontecimiento que marcó su vida.
Ingresó para dar curso a su vocación a la Escuela Nacional de Bellas Artes de Lima. En dicha institución se graduó en 1959 con medalla de oro al mérito estudiantil. Al año siguiente de su graduación viajó a Italia, residiendo y pintando en Roma durante ocho años. En 1968, para visitar a su hermano, se trasladó a México, país en el que se estableció definitivamente.
En México conoció a dos personajes que han sido clave para su desarrollo: a Julio Scherer, a la sazón director del periódico Excélsior, quien lo invitó a trabajar como caricaturista en la publicación que dirigía, actividad en la que, por su talento, alcanzó fama y reconocimiento, y Manuel Felguérez, pintor mexicano que lo impulsó a reencontrarse con la pintura de pincel y caballete, a la que se ha dedicado a partir del año 1984, posteriormente dejando de lado su trabajo de caricaturista.

«Mis caricaturas tienen un planteamiento plástico; la caricatura es el octavo gran arte de la vida. En Estados Unidos y en Europa, muchos sectores lo consideran así.»

Ha realizado varias exhibiciones pictóricas individuales, entre las que destaca la del Museo de Arte Moderno de la Ciudad de México y ha publicado el libro Antología (2009), que mereció la aprobación de la crítica en México.